# Simulium temascalense
Simulium temascalense är en tvåvingeart som beskrevs av Najera och Maria Aparecida Vulcano 1962. Simulium temascalense ingår i släktet Simulium och familjen knott. Inga underarter finns listade i Catalogue of Life.